# Bamberg, Staatsbibliothek, Msc.Jur.35
Die Handschrift Bamberg, Staatsbibliothek, Msc.Jur.35 ist eine juristische Sammelhandschrift, die u. a. eine Abschrift der Lex salica enthält. Der Kodex stammt aus dem 9. Jahrhundert und war bis zur Säkularisation Teil der Dombibliothek Bamberg und wird heute als Teil der Kaiser-Heinrich-Bibliothek in der Staatsbibliothek Bamberg aufbewahrt.

## Beschreibung

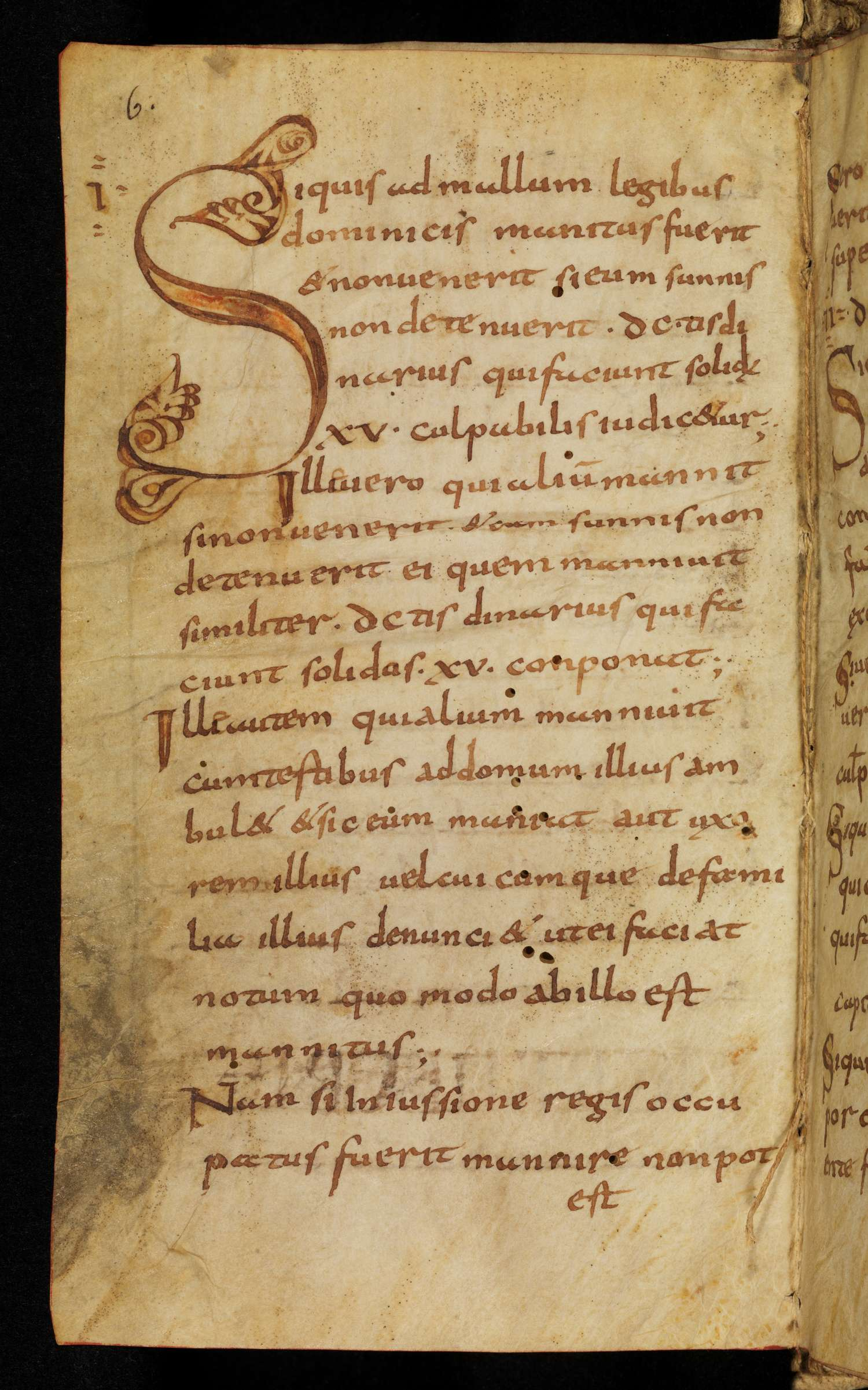
Bamberg, Staatsbibliothek, Msc.Jur.35, fol. 3v.

Der Kodex misst 21–21,5 auf 12–12,5 cm und umfasst 146 Blatt Pergament, wobei in der Mitte der Handschrift einige Blätter ausgefallen sind.
Der Text ist in 20 bis 22 langen Zeilen geschrieben. Die Handschrift ist abgesehen von der Rubrizierung von Initialen schmucklos.
Die Schrift ist eine karolingische Minuskel. Mit Bernhard Bischoff wird eine Entstehung im ersten Drittel des 9. Jahrhunderts in Nordostfrankreich angenommen.
Der Einband stammt von 1611.

## Inhalt und Bedeutung
Der Kodex enthält die Lex salica (fol. 1r–56r), die Lex Ripuaria (fol. 57r–98v), die Lex Alamannorum (fol. 99r–145v; Lücken infolge von Blattverlusten) und eine nur hier überlieferte Summula de bannis (fol. 145v–146r). Diese zählt acht schwere Vergehen auf, für die König Karl schwere Bannstrafen verhängt habe.